# Cinara piceicola
Cinara piceicola är en insektsart som först beskrevs av Cholodkovsky 1896. Enligt Catalogue of Life ingår Cinara piceicola i släktet Cinara och familjen långrörsbladlöss, men enligt Dyntaxa är tillhörigheten istället släktet Cinara och familjen barkbladlöss. Arten är reproducerande i Sverige. Inga underarter finns listade i Catalogue of Life.

## Bildgalleri

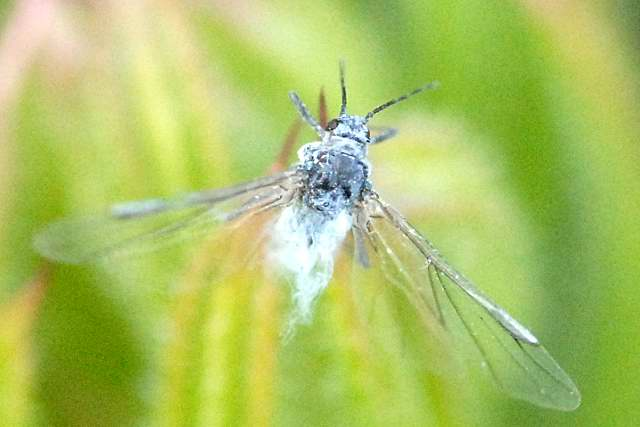
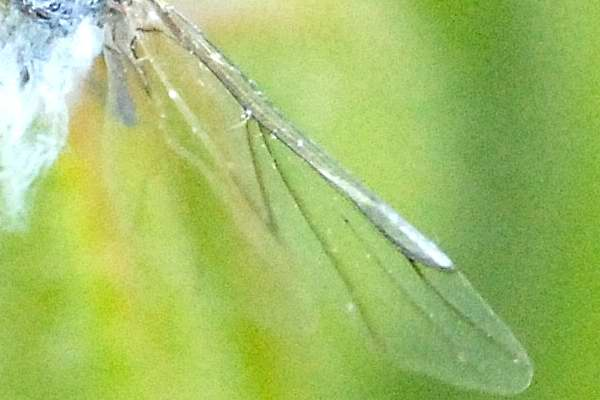